# Marcelo Adonay
Marcelo Q. Adonay (Pakil, 6 februari 1848 - 8 februari 1928) was een Filipijns componist en dirigent. Hij wordt beschouwd als een van de meest vooraanstaande Filipijnse componisten uit zijn tijd.

## Biografie
Marcelo Adonay werd geboren op 6 februari 1848 in Pakil in de Filipijnse provincie Laguna. Hij was de oudste van 11 kinderen van Prudencia Quinteria en Mariano Adonay. Hij volgde geen formele muzikale opleiding. Vanaf 1856 werd hij ondergebracht in het Convent van de San Agustin Church in de Filipijnse hoofdstad Manilla. Eerst was hij sacristan en later werd hij koorknaap. In het convent leerde hij ook de beginselen van muziek. Zo kreeg hij onder andere piano- en orgelles en werd hem de harmonieleer onderwezen. Op latere leeftijd speelde hij orgel en viool in het kerkelijk orkest en weer later werd hij benoemd tot dirigent van het kerkkoor. Van 1870 tot 1914 was hij dirigent van het orkest van de kerk. Naast zijn werk als dirigent gaf hij privéles en doceerde hij aan het instellingen als Santa Catalina College, Santa Rosa College, Beaterio de la Compañia de Jesus en Centro de Bellas Artes. Adonay gaf onder andere les aan Francisco Biencamino, Baltazar Castuaras, Jose Vallejo, Pedro Navarro en Tereso Zapata.
Geïnspireerd door Gregoriaanse muziek componeerde hij werken als Liberame (1869), O Vita Jesu, A San Juan Bautista en Reposarium (alle 1894), Hoasana (1899) en Nuestra Señora de Antipolo (1909). Drie van zijn meest bekende muziekstukken zijn Te Deum en Grand Mass. Tevens schreef hij niet-kerkelijke muziek zoals Marsen en muziek ter gelegenheid van herdenkingen, zoals Himno Pakileño en Rizal Glorified, dat voor het eerst uitgevoerd op 10 december 1911 in het Grand Opera House in Manilla. Andere seculier muziekstukken van zijn hand waren Wari-Wari, Mary Gavotte en Ang Quirot ng Reuma.
Adonay overleed in 1928 op 70-jarige leeftijd. Hij was vanaf 1879 tot zijn dood getrouwd met Maria Vasques en kreeg met haar 13 kinderen. In 1983 werd door het National Historical Institute een gedenkplaat aangebracht in Adonay's geboorteplaats Pakil.